# Drassodes carinivulvus
Drassodes carinivulvus är en spindelart som beskrevs av Lodovico di Caporiacco 1934. Drassodes carinivulvus ingår i släktet Drassodes och familjen plattbuksspindlar. Inga underarter finns listade i Catalogue of Life.